# Grodzisko (Zator)
Grodzisko ist eine Ortschaft mit einem Schulzenamt der Gemeinde Zator im Powiat Oświęcimski der Woiwodschaft Kleinpolen in Polen.

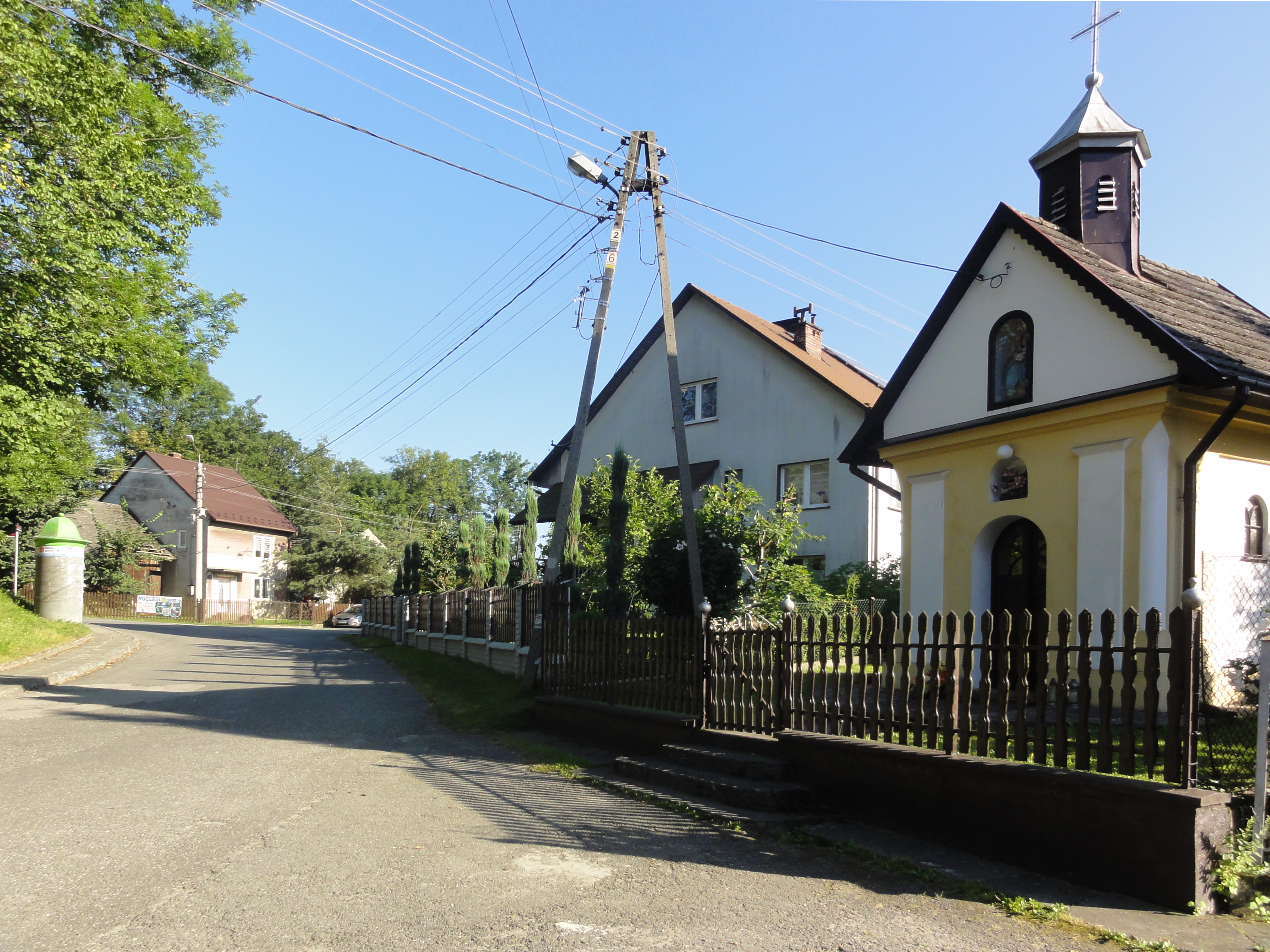
Dorfzentrum

## Geographie
Der Ort liegt am rechten Ufer des Flusses Skawa.
Es hat eine Fläche von 199 ha.
Nachbarorte sind Trzebieńczyce und Laskowa im Norden, Bachowice im Osten, Graboszyce im Süden, Rudze im Westen.

## Geschichte
Im Dorf befinden sich Spuren von der Lausitzer Kultur (ca. 1300–1100 v. Chr.) und auch von einer Burgwall (11. Jahrhundert) und grodzisko im Polnischen bedeutet Wallburg. Die Gründung des Dorfes fand im 13. Jahrhundert statt, vor der ersten Erwähnung als Grodzyscze im Jahr 1254, als es vom Bolesław V. der Prämonstratenserinnen (Norbertanerinnen) in Zwierzyniec zugeteilt wurde.
Politisch gehörte das Dorf ab 1315 in der Zeit des polnischen Partikularismus zum Herzogtum Auschwitz. Seit 1327 bestand die Lehnsherrschaft des Königreichs Böhmen. Seit 1445 gehörte es zum Herzogtum Zator, dieses wurde im Jahr 1494 an den polnischen König verkauft. 1564 wurde Grodzisko als Teil des neuen Kreises Schlesien der Woiwodschaft Krakau an das Königreich Polen, ab 1569 die polnisch-litauische Adelsrepublik, völlig inkorporiert.
Bei der Ersten Teilung Polens kam Grodzisko 1772 zum neuen Königreich Galizien und Lodomerien des habsburgischen Kaiserreichs (ab 1804). Ab 1782 gehörte das Dorf zum Myslenicer Kreis (1819 mit dem Sitz in Wadowice). Nach der Aufhebung der Patrimonialherrschaften bildete es ab 1850 eine Gemeinde im Bezirk Wadowice.
1918, nach dem Ende des Ersten Weltkriegs und dem Zusammenbruch der k.u.k. Monarchie, kam Grodzisko zu Polen. Unterbrochen wurde dies nur durch die Besetzung Polens durch die Wehrmacht im Zweiten Weltkrieg.
Von 1973 bis 2002 wurde der Haltepunkt Grodzisko an der Bahnstrecke Trzebinia–Skawce bedient. Von 1975 bis 1998 gehörte Grodzisko zur Woiwodschaft Bielsko-Biała.